# Tubercule de Darwin
Le tubercule de Darwin, appelé aussi tubercule auriculaire, est une saillie cartilagineuse plus ou moins accentuée du bord libre de l'hélix de l’oreille humaine au niveau de sa partie postéro-supérieure. Ce tubercule est l'homologue de la pointe de l'oreille chez les mammifères à longues oreilles ; chez certains singes de la famille des Cercopithécidés, notamment les macaques et les babouins, le bord supérieur de l'oreille est pointu aussi,. Le tubercule de Darwin, toujours présent chez l'embryon humain, peut également persister chez certains humains adultes. Cette caractéristique anatomique n'a aucune conséquence pathologique, mais peut être considérée comme disgracieuse lorsqu'elle est inhabituellement prononcée : on parle alors familièrement d’oreille d'elfe et il peut être envisagé une résection chirurgicale.
Cette structure vestigiale d'une articulation correspond à la partie supérieure de l'oreille pointue des primates et de certains mammifères qui leur permettait de se rabattre pour protéger le conduit auditif ou de contrôler volontairement son mouvement.

## Historique

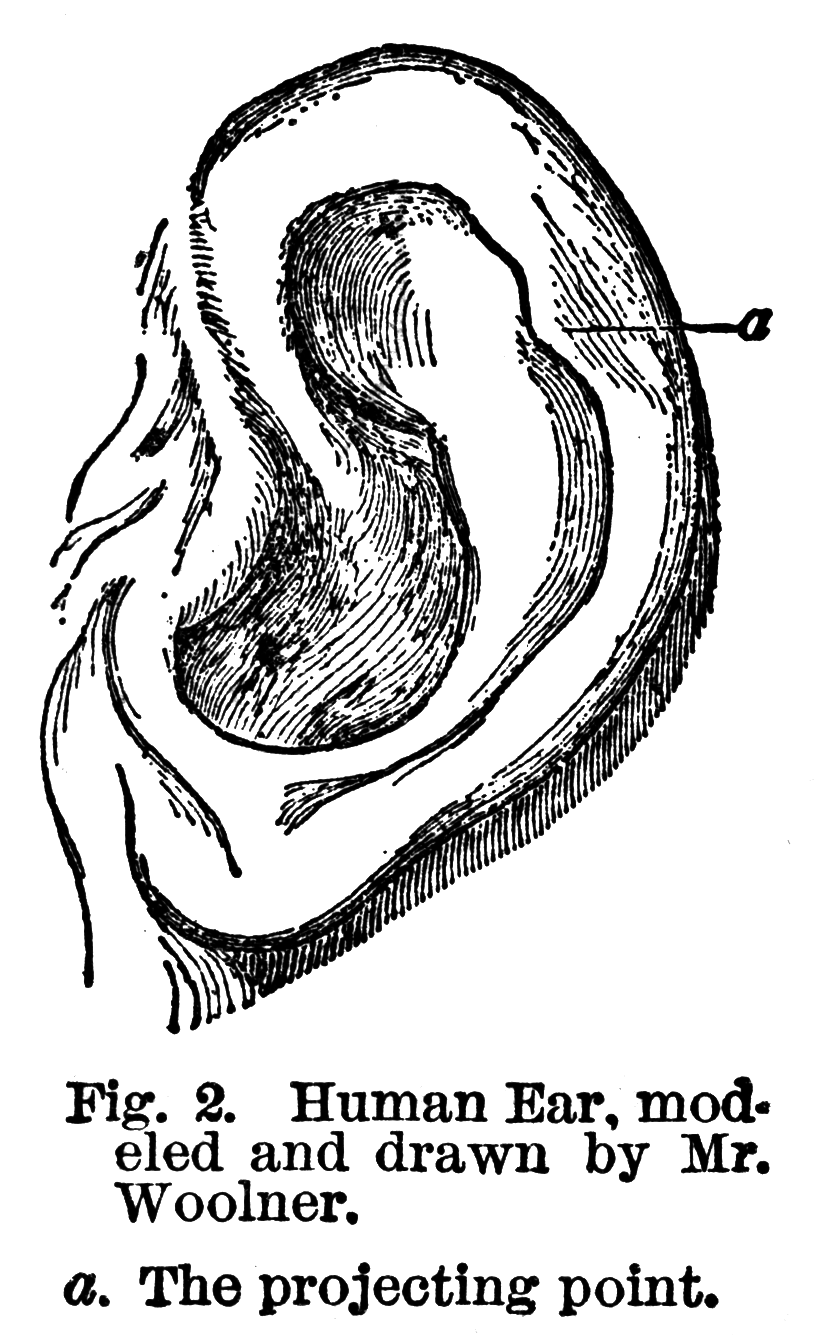
Tubercule de Darwin

Charles Darwin décrit cette excroissance dans La Filiation de l'homme et la sélection liée au sexe (1871) comme la pointe de Woolner, rappelant que son attention avait été attirée sur ce point par le sculpteur Thomas Woolner. Ce dernier, en sculptant les oreilles pointues de son Puck de Shakespeare, avait en effet remarqué que certains humains avaient un tubercule auriculaire et y avait vu un atavisme de l'oreille pointue des animaux, opinion partagée par Darwin.
Ce tubercule a longtemps été considéré comme une malformation et comme un signe de dégénérescence ou de criminalité à  partir d'études phrénologiques et physiognomique comme celles du criminologue Cesare Lombroso.

## Description
Le tubercule auriculaire est le plus souvent postérieur et bilatéral, mais il peut être antérieur, unilatéral gauche ou droit. En effet, lorsque l'hélix s'enroule au cours de l'embryogenèse, le tubercule change généralement de direction et de postérieur devient antérieur sur un hélix ourlé. Quand la portion de l'hélix qui le supporte ne s'est pas repliée par suite d'un arrêt de développement, le tubercule regarde en haut et en arrière, si bien que l'oreille se termine réellement en pointe comme chez les animaux. L'épaississement cartilagineux peut prendre une forme plus ou moins pointue ou arrondie. Même lorsqu'il paraît faire défaut, la direction des poils de la face interne du pavillon indique nettement l'endroit où il est situé (il existe parfois une sorte de touffe qui est nettement apparente quand on regarde l'hélix par sa convexité).

## Prévalence
La fréquence de ce trait atavique varie en fonction du sexe (il est plus fréquent chez les hommes), de l'âge et de la population. En moyenne selon les études, 1 à 10 % des individus sont porteurs du tubercule de Darwin dans le monde, 26 % en Europe.

## Génétique
Le tubercule auriculaire a longtemps été considéré comme un caractère mendélien dominant simple mais à pénétrance incomplète, c'est-à-dire qu'il ne s'exprime pas toujours. Cependant, la génétique et des études sur des familles ont démontré que la présence de tubercules de Darwin n'est pas seulement conditionnée par des gènes mais est susceptible d'être influencée par l'environnement ou les accidents de développement,.

## Galerie

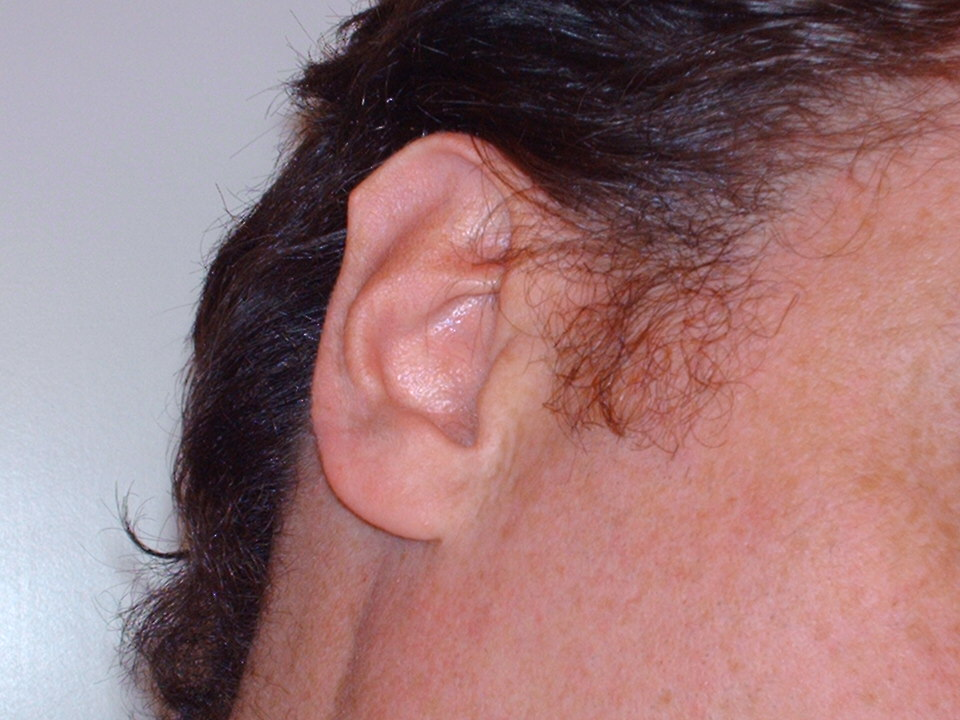
Tubercule auriculaire postérieur et pointu.
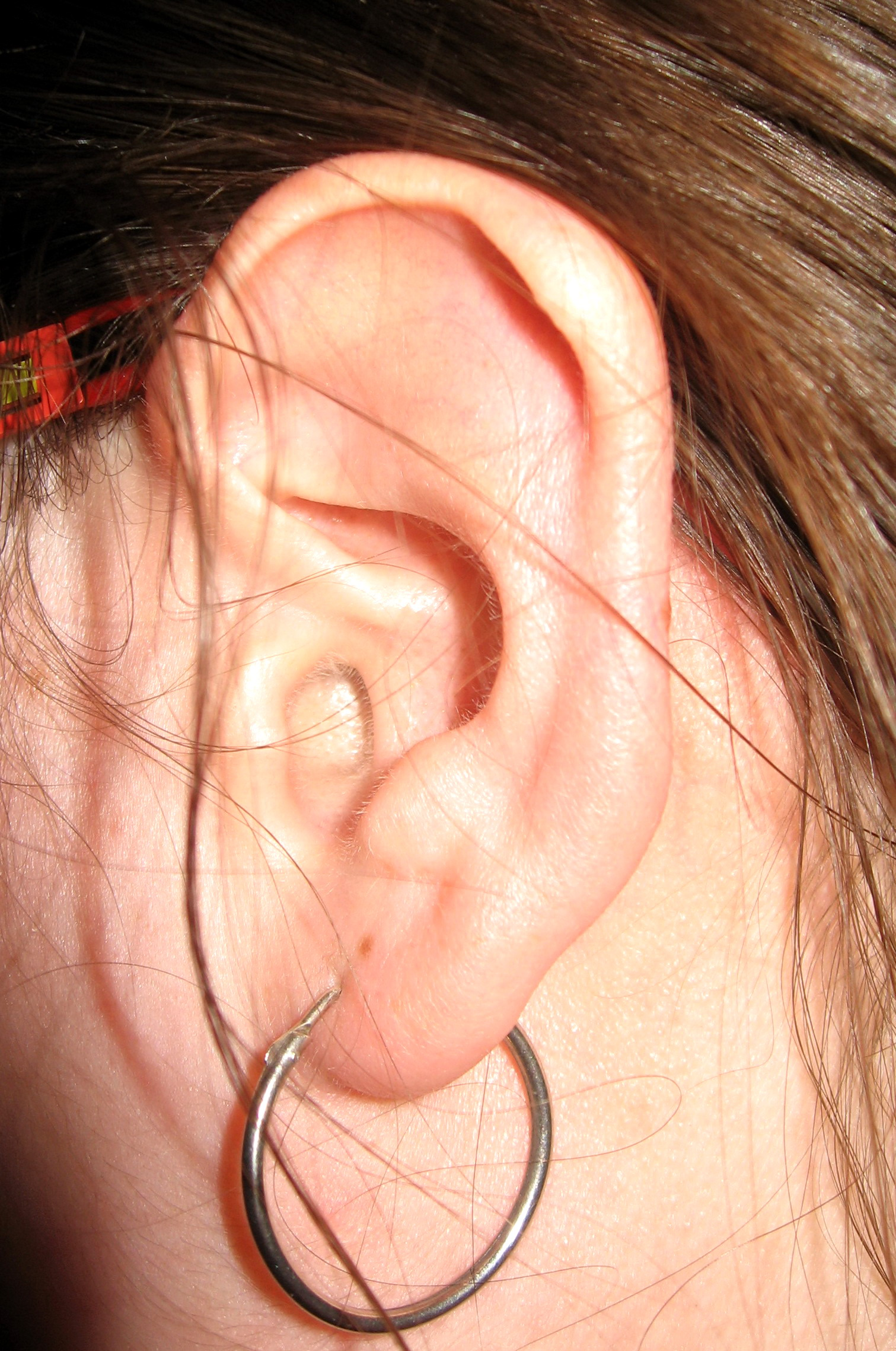
Tubercule auriculaire antérieur et arrondi.
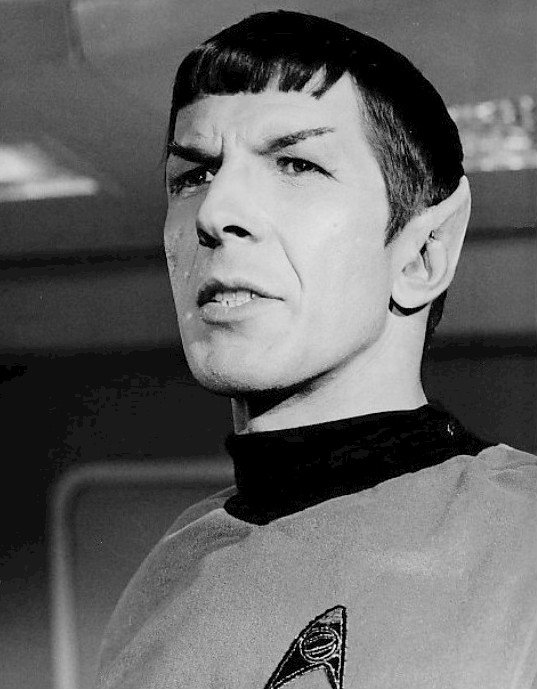
Le tubercule est aussi appelé « oreille de Spock[14] ».